# Nanotub de carboni

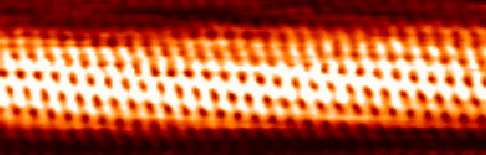
Una imatge de microscòpia de túnel d'escaneig d'un nanotub de carboni d'una sola paret.

Un nanotub de carboni (CNT) és un tub fet de carboni amb diàmetres mesurats normalment en nanòmetres.

Nanotub de carboni en ziga-zaga giratori d'una sola paret.

Els nanotubs de carboni d'una sola paret (SWCNT) són un dels al·lòtrops del carboni, intermedis entre les gàbies de fullerè i el grafè pla, amb diàmetres en el rang d'un nanòmetre. Encara que no es fan d'aquesta manera, els nanotubs de carboni d'una sola paret es poden idealitzar com a retalls d'una xarxa hexagonal bidimensional d'àtoms de carboni enrotllades al llarg d'un dels vectors de la gelosia de Bravais de la xarxa hexagonal per formar un cilindre buit. En aquesta construcció, s'imposen condicions de límit periòdiques al llarg d'aquest vector enrotllat per produir una xarxa helicoïdal d'àtoms de carboni units perfectament a la superfície del cilindre.
Nanotubs de carboni de paret múltiple (MWCNTs) que consisteixen en nanotubs de carboni d'una sola paret imbricats feblement units per interaccions de van der Waals en una estructura semblant a un anell d'arbre. Si no són idèntics, aquests tubs són molt semblants a les llargues capes de carboni rectes i paral·leles d'Oberlin, Endo i Koyama disposades cilíndricament al voltant d'un tub buit. Els nanotubs de carboni de paret múltiple també s'utilitzen de vegades per referir-se als nanotubs de carboni de paret doble i triple.
Els nanotubs de carboni també poden referir-se a tubs amb una estructura de paret de carboni indeterminada i diàmetres inferiors a 100 nanòmetres. Aquests tubs van ser descoberts el 1952 per Radushkevich i Lukyanovich.
La longitud d'un nanotub de carboni produït per mètodes de producció comuns sovint no s'informa, però normalment és molt més gran que el seu diàmetre. Així, per a molts propòsits, es descuiden els efectes finals i s'assumeix que la longitud dels nanotubs de carboni és infinita.
Els nanotubs de carboni poden mostrar una conductivitat elèctrica notable, mentre que altres són semiconductors. També tenen una resistència a la tracció i una conductivitat tèrmica excepcionals a causa de la seva nanoestructura i la força dels enllaços entre els àtoms de carboni. A més, es poden modificar químicament. S'espera que aquestes propietats siguin valuoses en moltes àrees de la tecnologia, com ara l'electrònica, l'òptica, els materials compostos (que substitueixen o complementen les fibres de carboni), la nanotecnologia i altres aplicacions de la ciència dels materials.